# Tiers état
En France, le tiers état est, sous l'Ancien Régime, l'ensemble des personnes n'appartenant pas aux deux premiers ordres (ou états) de la société française (le clergé et la noblesse), qu'elles soient membres de communautés urbaines ou rurales, prospères ou non, c'est-à-dire la très grande majorité de la population. Le tiers état, par le travail, jouit du privilège du profit, contrairement à la noblesse et au clergé, et paie des taxes en contrepartie à ces deux ordres.
Par ailleurs, les députés du tiers état aux états généraux représentaient essentiellement la bourgeoisie. En effet, les états provinciaux et généraux étaient des assemblées purement fiscales, dont la fonction était de voter l'impôt et d'en décider la répartition entre les différentes circonscriptions administratives. Elles étaient constituées de trois sortes de députés, selon que les circonscriptions fiscales relevaient d'une seigneurie appartenant à l'un des trois ordres : ecclésiastique, laïc ou tierce (autre), c'est-à-dire les villes ayant le privilège d'exercer elles-mêmes la haute justice. Dans la plupart de ces villes, comme Toulouse, la seigneurie comtale appartenait à la municipalité, et les fonctions de maire étaient nobles ou anoblissantes.
Une fois leur montant global décidé, les impositions étaient réparties par provinces, puis par généralités, ensuite par paroisses, puis par feu (foyer). Il n'y avait pas de répartition des impôts entre les ordres, puisque la noblesse et le clergé étaient exemptés du fait qu'ils n'exerçaient pas de fonctions économiques lucratives. Leurs recettes étaient des recettes fiscales ou parafiscales destinées à assurer des charges d'intérêt général au niveau local ou national.

## Origine

L'organisation sociale en trois ordres.

Le tiers état trouve son origine dans la fonction de « ceux qui travaillent » (laboratores), en contrepartie du privilège de pouvoir faire profit contrairement à la noblesse et au clergé, fonction mise en évidence par les travaux de Georges Dumézil sur les fonctions tripartites indo-européennes, et de Georges Duby sur les trois ordres. L'organisation de la société médiévale en trois ordres apparaît chez Adalbéron de Laon.
À partir du milieu du XIIIe siècle, les rois et les princes prennent l'habitude de convoquer des assemblées consultatives inspirées des vieilles assemblées féodales. Suivant le vieux principe de droit romain, « ce qui concerne tout le monde doit être approuvé par tous ». Il s'agit d'abord de leur faire adopter cette nouveauté qu'est l'impôt public, et de faire approuver par les élites les grandes lignes de la politique du souverain. Le contexte est donc celui de la naissance de l'État moderne. Ces assemblées réunissent les délégués de la grande et de la petite noblesse, des représentants du haut clergé et des députés de la bourgeoisie urbaine. Ils sont censés représenter l'opinion de « la communauté du royaume ». Sauf exception (Tyrol, Béarn), les communautés paysannes en sont exclues alors que les paysans sont les principaux contributeurs de l'impôt. En France, ces premières assemblées sont réunies par le roi Philippe le Bel à Paris et à Tours entre 1302 et 1314. Ces assemblées prennent ensuite le nom d'états puis d'états généraux. En 1357-1358, les députés des états sont à l'origine d'une tentative de prise de contrôle ratée de la monarchie, en particulier des finances et du conseil royal. À partir de 1439 toutefois, le roi de France parvient à se passer de l'accord des états généraux pour lever l'impôt. En Angleterre, l'institution correspondante est le parlement qui se constitue avec la Chambre des lords et la Chambre des communes entre 1265 et 1296. Les Communes rassemblent les délégués des villes et des bourgs ainsi que les chevaliers des comtés élus par les hommes libres dans le cadre des comtés (là non plus pas de paysans élus). Le Parlement accorde l'impôt mais joue aussi très vite un rôle législatif et politique important, entérinant dès 1399 la déposition du roi Richard II au profit de son cousin Henri de Lancastre. En Espagne, on parle des corts (Catalogne) et des cortes (Castille). Dans les principautés allemandes, il s'agit du landtag.

## Rôle politique du tiers état
Le tiers état joue un rôle politique qui n'est pas seulement de défendre les intérêts fiscaux des villes et de la bourgeoisie de leurs circonscriptions. Il est aussi d'aider à la réforme de l'administration publique : nombre de grandes ordonnances du XVIe siècle prennent en compte les problèmes des villes en s’appuyant directement sur les doléances du tiers état : en 1561 à Orléans, 1566 à Moulins, 1579 à Blois par exemple.
Les États généraux de 1484 à Tours décrits par Jehan Masselin dans son Journal des États de 1484 sont marqués par la représentation de la paysannerie au sein du tiers lorsque les députés ne représentaient jusqu'alors que la bourgeoisie urbaine.
Cette contribution du tiers état à l'œuvre législative se comprend aisément : il regroupe en effet tous les administrateurs et les principaux techniciens du droit. En 1614, sur les 187 députés du tiers état, on compte deux marchands, un laboureur, mais trente avocats, cinquante-huit lieutenants-généraux et cinquante-six officiers de bailliages ; 177 des membres ont exercé à un moment ou à un autre le métier d'avocat. Le président de la députation, Robert Miron, indique d'ailleurs que ses membres représentent « tous les officiers de France […] pour défendre le pauvre peuple » (par « officier », il faut comprendre ici : occupant un poste dans l'administration royale). En 1789, on compte, sur les 578 députés du tiers état, près de 200 avocats.
Si les états généraux ne sont pas réunis entre 1614 et 1789, le rôle politique du tiers état se maintient à travers les états provinciaux et les états particuliers. De plus, les membres du tiers état participent activement aux gouvernements depuis le règne de Louis XIV qui ne fait jamais appel, dans ce domaine, à la noblesse.
Le pouvoir royal s’appuie longtemps sur les députés du tiers état pour faire fléchir les ordres privilégiés et comme un rempart contre l’« anarchie féodale ». La dernière tentative, qui tomba à plat, fut celle de Louis XVI en 1787, sur instigation de Calonne, pour imposer une réforme fiscale visant à mettre noblesse et clergé à contribution pour l'impôt.
À la veille de la Révolution, le doublement du nombre de députés du tiers état par rapport aux états généraux de 1614, fait que leur nombre égale ceux des deux autres ordres, ce qui leur donne la majorité dans la nouvelle Assemblée constituante.

## Qui fait partie du tiers état?
Formant la très grande majorité de la population (97%), il occupait la troisième place dans la hiérarchie sociale (le troisième ordre). Le tiers état est composé des bourgeois, des artisans, des ouvriers et surtout des paysans qui représentaient près de 80% du total.

## Le tiers état et la Révolution française

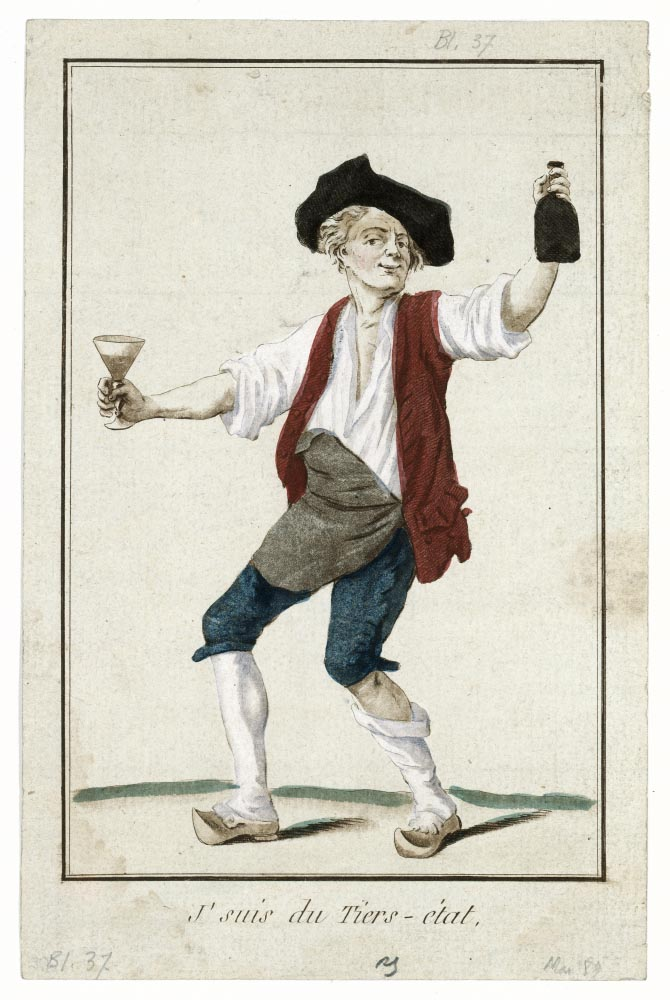
« J'suis du Tiers-état. » (eau-forte coloriée, an., s. d.).

Lors de la convocation aux états généraux de 1789, les personnes pouvant assister aux assemblées du tiers état sont définies par la loi comme « tous les habitants des villes, bourgs et campagnes, nés Français ou naturalisés, âgés de vingt-cinq ans, domiciliés et compris au rôle des impositions ». La quasi-totalité des sujets du royaume est invitée à élire des députés ; seuls les vagabonds et les pauvres sont exclus du vote. Mais, parmi les députés élus ne figure qu'un seul paysan ; la représentation politique du tiers n'a donc que peu à voir avec sa réalité sociale. Les paysans forment en effet au xviiie s. l'immense majorité de la nation : environ 18 millions de paysans sur 28 millions de Français en 1789.
L'abolition des privilèges, le 4 août 1789, révèle qu'à l'Ancien Régime (comme on appelle dès ce moment la monarchie absolue), succède une société où la position sociale de l'individu est déterminée par sa richesse, son activité économique, son talent. Ainsi que le déclare l'article premier de la Déclaration des Droits de l'homme et du citoyen, adoptée le 26 août 1789 : « … les distinctions sociales ne peuvent être fondées que sur l'utilité commune ».
Avec la Révolution française et l’abolition de l’Ancien Régime, le sens même du terme « tiers état » change. La Révolution fonde, de fait, la notion d'Ancien Régime, et elle exprime par la négative l’expérience passée[réf. nécessaire].
L’Assemblée nationale vote ainsi qu’elle « détruit entièrement le régime féodal » le 11 août 1789 après des débats débutés dans la nuit du 4 août. C’est la fin juridique de l’existence du tiers état, mais ce terme, que beaucoup[Qui ?] confondent dès lors avec un vague synonyme de « peuple », avec un arrière-fond de misérabilisme est loin de disparaître du vocabulaire. L’abbé Sieyès est avant-gardiste dans ce domaine en lançant dès janvier 1789 un libelle fameux :

« Qu'est-ce que le Tiers-État ? Tout.
Qu’a-t-il été jusqu’à présent dans l’ordre politique ? Rien.
Que demande-t-il ? À être quelque chose. »

— Emmanuel Joseph Sieyès : Qu'est-ce que le Tiers-État ? (1789)
auquel fera écho la maxime humoristique non moins fameuse[réf. nécessaire] :

« Qu’est ce que le tiers état ? Rien. Que veut-il ? Tout. »

 Au XIXe siècle, Proudhon reprend sur le même registre : 

« Qu’est-ce que le tiers état ? Rien. Que doit-il être ? Tout. »